# Presidente municipal de Mérida
El Presidente Municipal de Mérida (alcalde o alcaldesa de Mérida, en sentido coloquial, puesto que la ley no le asigna dicho título) o también denominado primer regidor o primer edil, es el titular del poder ejecutivo del municipio de Mérida y sus comisarías, en el estado de Yucatán. Es quien, además, preside el Ayuntamiento de Mérida, siendo su representante jurídico y político, además de ser el responsable directo de la administración pública y hacienda municipal.
Desde el año 2015, su mandato es de 3 años con posibilidad de una reelección adicional seguida.
El presidente municipal, para el ejercicio de sus funciones, se encuentra auxiliado de diversas dependencias municipales, los cuales tendrán un titular cuya designación las propone el propio presidente municipal y el Cabildo las aprueba.

## Naturaleza jurídica
La naturaleza jurídica del presidente municipal se encuentra en el artículo 115 de la Constitución Política de los Estados Unidos Mexicanos, que establece, en su fracción I: 

"...
Cada Municipio será gobernado por un Ayuntamiento de elección popular directa, integrado por un Presidente Municipal y el número de regidores y síndicos que la ley determine. La competencia que esta Constitución otorga al gobierno municipal se ejercerá por el Ayuntamiento de manera exclusiva y no habrá autoridad intermedia alguna entre este y el gobierno del Estado.

La Constitución Política del Estado de Yucatán, en su artículo 76 establece:

"...
El Estado tiene como base de su división territorial y organización política y administrativa, al Municipio. Este será gobernado por un Ayuntamiento electo mediante el voto popular libre, directo y secreto; integrado por un Presidente Municipal, Regidores y un Síndico, de conformidad con lo que establezca la ley de la materia. Entre este y el Gobierno del Estado, no habrá autoridades intermedias.

## Las funciones del presidente municipal
Las funciones del presidente municipal están descritas en el artículo 55 de la Ley de Gobierno de los Municipios del Estado de Yucatán.

"...
- I.- Representar al Ayuntamiento política y jurídicamente, delegar en su caso, esta representación; y cuando se trate de cuestiones fiscales y hacendarias, representarlo separada o conjuntamente con el Síndico;
- II.- Dirigir el funcionamiento de la Administración Pública Municipal;
- III.- Proponer al Cabildo el nombramiento del Secretario Municipal en los términos de esta Ley;
- IV.- Ejercitar separada o conjuntamente con el Tesorero, la facultad económico-coactiva, en los términos establecidos en el Código Fiscal del Estado de Yucatán;
- V.- Nombrar y remover al personal administrativo del Ayuntamiento, cuando así se requiera, debiendo informar al Cabildo en la sesión inmediata;
- VI.- Delegar la presidencia del Sistema Municipal para el Desarrollo Integral de la Familia, en su cónyuge o persona distinta, de acuerdo a la forma que adopte este organismo;
- VII.- Condonar multas, pudiendo delegar esta facultad en otro funcionario público de menor rango;
- VIII.- Encabezar los actos cívicos y públicos que se realicen en el Municipio, salvo que estuviera presente el Gobernador del Estado, quien los presidirá;
- IX.- Solicitar al Ejecutivo en caso justificado, el auxilio de la fuerza pública para hacer cumplir sus resoluciones o las propias del Cabildo;
- X.- Aplicar por sí o a través del Juez Calificador, las sanciones a las infracciones administrativas, conforme al reglamento respectivo;
- XI.- Administrar y conservar los bienes propiedad del Municipio, conforme a lo que disponga el órgano de control interno, a falta de este, el Sindico o el Cabildo, en su caso;
- XII.- Proponer al Cabildo el nombramiento del Tesorero, del titular del órgano de control interno y los titulares de las dependencias y entidades paramunicipales. En ningún caso el Tesorero y los demás funcionarios municipales, podrán ser nombrados de entre los Regidores propietarios;
- XIII.- Vigilar separada o conjuntamente con el Síndico, la recaudación de la Hacienda Municipal;
- XIV.- Supervisar que los funcionarios públicos y empleados a su cargo, en el cumplimiento de sus funciones, se conduzcan con imparcialidad, diligencia, honradez, eficacia y respeto a las leyes;
- XV.- Suscribir conjuntamente con el Secretario Municipal y a nombre y por acuerdo del Ayuntamiento, todos los actos y contratos necesarios para el desempeño de los negocios administrativos y la eficaz prestación  de los servicios públicos;
- XVI.- Autorizar las órdenes de pago de la Tesorería, conforme al Presupuesto de Egresos, firmándolas conjuntamente con el Tesorero o a quien el Presidente designe;
- XVII.- Acordar periódicamente con los Regidores, los asuntos que estimen convenientes, para los diversos ramos de la administración pública, y
- XVIII.- Las demás que establezcan las leyes y los reglamentos." 

## Lista de presidentes municipales de Mérida
Esta es la lista de los presidentes municipales que han ejercido el cargo, a partir de la segunda mitad del siglo XX, de Mérida:

### sigloXX
| Presidente(a) municipal en turno | Presidente(a) municipal en turno | Presidente(a) municipal en turno | Periodo     | Partido político | Notas |
| -------------------------------- | -------------------------------- | -------------------------------- | ----------- | ---------------- | --- |
|                                  |                                  | Pedro Castro Aguilar             | 1949 - 1952 |                  | |
|                                  |                                  | Fernando Heredia González        | 1952 - 1955 |                  | |
|                                  |                                  | Benjamín Góngora Triay           | 1955 - 1958 |                  | |
|                                  |                                  | Luis Torres Mesías               | 1958 - 1961 |                  | |
|                                  |                                  | Mario Esquivel Ancona            | 1961 - 1964 |                  | |
|                                  |                                  | Armando Carrillo Tenorio         | 1964        |                  | Interino.                                                                                                |
|                                  |                                  | Agustín Martínez Arredondo       | 1964 - 1967 |                  | |
|                                  |                                  | Víctor Correa Rachó              | 1967 - 1970 |                  | Renunció al cargo para contender por la gubernatura de Yucatán durante las elecciones estatales de 1969. |
|                                  |                                  | Héctor Bolio Pinzón              | 1970        |                  | Interino.                                                                                                |
|                                  |                                  | Víctor Cervera Pacheco           | 1970 - 1973 |                  | |
|                                  |                                  | Wilberth Chi Góngora             | 1973        |                  | Interino.                                                                                                |
|                                  |                                  | Fernando Palma Cámara            | 1973        |                  | Designado por el gobernador del Estado. [cita requerida]                                                 |
|                                  |                                  | Efraín Cevallos Gutiérrez        | 1973 - 1975 |                  | |
|                                  |                                  | Federico Granja Ricalde          | 1975 - 1978 |                  | |
|                                  |                                  | Gaspar Gómez Chacón              | 1978 - 1981 |                  | |
|                                  |                                  | Guido Espadas Cantón             | 1981 - 1984 |                  | |
|                                  |                                  | Herbé Rodríguez Abraham          | 1984 - 1987 |                  | |
|                                  |                                  | Carlos Ceballos Traconis         | 1987 - 1989 |                  | Fue destituido por el Congreso del Estado. [cita requerida]                                              |
|                                  |                                  | Tuffy Gaber Arjona               | 1989 - 1990 |                  | Interino.                                                                                                |
|                                  |                                  | Ana Rosa Payán Cervera           | 1990 - 1993 |                  | |
|                                  |                                  | Luis Correa Mena                 | 1993 - 1995 |                  | Renunció al cargo para contender por la gubernatura de Yucatán durante los comicios locales de 1995.     |
|                                  |                                  | Ulises González Torre            | 1995        |                  | Interino.                                                                                                |
|                                  |                                  | Patricio Patrón Laviada          | 1995 - 1998 |                  | |

### sigloXXI
| Presidente(a) municipal en turno | Presidente(a) municipal en turno | Presidente(a) municipal en turno | Periodo                                           | Partido político                     | Notas |
| -------------------------------- | -------------------------------- | -------------------------------- | ------------------------------------------------- | ------------------------------------ | --- |
|                                  |                                  | Xavier Abreu Sierra              | 1 de julio de 1998 - 30 de junio de 2001          | Partido Acción Nacional              | |
|                                  |                                  | Ana Rosa Payán Cervera           | 1 de julio de 2001 - 30 de junio de 2004          | Partido Acción Nacional              | |
|                                  |                                  | Manuel Fuentes Alcocer           | 1 de julio de 2004 - 30 de junio de 2007          | Partido Acción Nacional              | |
|                                  |                                  | César Bojórquez Zapata           | 1 de julio de 2007 - 30 de junio de 2010          | Partido Acción Nacional              | |
|                                  |                                  | Angélica Araujo Lara             | 1 de julio de 2010 - 19 de enero de 2012          | Partido Revolucionario Institucional | Solicitó licencia al cargo el 19 de enero de 2012 para competir por un escaño en el Senado de la República durante las elecciones federales de 2012. |
|                                  |                                  | Álvaro Omar Lara Pacheco         | 20 de enero de 2012 - 31 de agosto de 2012        | Partido Revolucionario Institucional | Interino. |
|                                  |                                  | Renán Barrera Concha             | 1° de septiembre de 2012 - 31 de agosto de 2015   | Partido Acción Nacional              | Primer periodo constitucional electo. |
|                                  |                                  | Mauricio Vila Dosal              | 1° de septiembre de 2015 - 7 de enero de 2018     | Partido Acción Nacional              | Solicitó licencia al cargo el 7 de enero de 2018 para competir por la gubernatura de Yucatán durante los comicios locales de 2018. |
|                                  |                                  | María Dolores Fritz Sierra       | 8 de enero de 2018 - 31 de agosto de 2018         | Partido Acción Nacional              | Interina. |
|                                  |                                  | Renán Barrera Concha             | 1° de septiembre de 2018 - 8 de abril de 2021     | Partido Acción Nacional              | Primero en ser reelecto constitucionalmente tras la reforma de 2015, siendo su segundo periodo constitucional en ser electo. Solicitó licencia al cargo el 8 de abril de 2021 para competir por la presidencia municipal en calidad de reelección durante los comicios locales de 2021. |
|                                  |                                  | Alejandro Ruz Castro             | 9 de abril de 2021 - 22 de julio de 2021          | Partido Acción Nacional              | Interino por un periodo de 3 meses. |
|                                  |                                  | Renán Barrera Concha             | 23 de julio de 2021 - 31 de agosto de 2021        | Partido Acción Nacional              | Retorna al cargo tras separarse por licencia 3 meses durante los elecciones estatales de 2021. |
|                                  |                                  | Renán Barrera Concha             | 1° de septiembre de 2021 - 5 de noviembre de 2023 | Partido Acción Nacional              | Primer periodo de reelección constitucional seguida. Tercer periodo constitucional electo. Solicitó licencia al cargo el 5 de noviembre de 2023 para competir por la Gubernatura del Estado en los comicios locales de 2024.                                                            |
|                                  |                                  | Alejandro Ruz Castro             | 5 de noviembre de 2023 - 31 de agosto de 2024     | Partido Acción Nacional              | Interino. |
|                                  |                                  | Cecilia Patrón Laviada           | Desde el 1 de septiembre de 2024                  | Partido Acción Nacional              | |